# Tercera División de Venezuela 2012-13
La Temporada 2012/13 del Fútbol profesional Venezolano de la Tercera División de Venezuela comenzó el 15 de septiembre de 2012, con la participación de 35 equipos.
Se disputó un torneo clasificatorio entre los meses de septiembre y diciembre. Los 35 equipos fueron distribuidos en grupos de 4, 5 y 6 equipos, de acuerdo a su proximidad geográfica.

## Equipos participantes 2012/13

### Equipos proveniente del Torneo Promoción y Permanencia 2012
Equipos que se ubicaron en las últimas posiciones del Torneo de Promoción y Permanencia 2012
- Fundación Cesarger FC, de Cumaná
- Deportivo Anzoategui B, de Puerto La Cruz
- Estudiantes de Caroní FC, de San Félix
- Minasoro FC, de El Callao
- Upata Fútbol Club,[2] de Upata
- Deportivo Peñarol FC , de Caracas
- Pellicano FC, de La Guaira
- Valencia SC , de Valencia
- Unión Lara FC[3] de Barquisimeto
- Estudiantes de Guárico FC, de San Juan de los Morros
- Atlético Socopó FC, de Socopó
- Real Bolívar Fútbol Club, de Lagunillas
- UD Guajira, de Maracaibo
- Academia Emeritense FC, de Mérida

### Equipos provenientes de la Tercera División 2012
Estos son los equipos que lograron permanecer en la categoría, luego de disputarse el Torneo de Nivelación de la Tercera División.
- PDVSA Morichal FC, de Maturín
- Maniceros FC de El Tigre
- Neptuno FC, de Puerto La Cruz
- La Trinidad FC, de Maracay
- 40 FC, de San Antonio de los Altos
- Academia Los Teques , de Los Teques
- CS Italo Valencia de Valencia
- Ortiz FC, de Ortiz
- La Victoria FC , de Maracay
- Club Atlético Chivacoa , de Chivacoa
- UD Sabaneta , de Sabaneta
- Boconoíto FC , de San Genaro de Boconoíto estado Portuguesa
- Unión Atlético Zamora, de Santa Bárbara estado Barinas
- Unión Atlético Alto Apure , de Guasdualito
- FA San Camilo FC, de El Nula estado Apure
- Alianza Zuliana FC, de Maracaibo
- Unión Atlético Monay, de Monay
- Casa D'Italia FC , de Maracaibo

### Cambios para la Temporada 2012/13
- Unión Atlético Aragua, descendido, cede su cupo a Unión Lara SC.
- Neptuno FC cede su cupo a Margarita FC.
- Upata FC no pudo participar por problemas económicos. Su puesto lo ocupará Libertad Socialista FC. de San Tomé.
- Boconoíto FC cede su cupo a CF Bejuma.
- Estudiantes de Guárico FC, descendido, cede su cupo a EF Seguridad Ciudadana, de Guanare.
- Academia Emeritense FC, descendido, cede su cupo a Lanceros de Zamora FC.
- Real Bolívar, desiste de participar esta temporada, y cede su cupo a Internacional de Maracaibo FC.
- Deportivo Táchira B toma el cupo del Club Deportivo Lara B en la Segunda División de Venezuela, por lo tanto, su cupo en la categoría lo toma el Unión Atlético Falcón.
- Atlético Sucre CF, Club Atlético López Hernández y Casa Portuguesa FC participarán en el Torneo Apertura de la tercera división. A última hora se autorizó la participación de La Victoria FC a partir de la segunda jornada en el Grupo Central 1.

## Torneo Clasificatorio 2012
Los equipos se dividieron en siete grupos según su cercanía geográfica.
El Formato de competición es el siguiente:
- 2 grupos de 4 equipos cada uno (Oriental I y II), donde clasifican los dos primeros equipos de cada grupo, más el mejor segundo lugar de los 2 grupos.

- 2 grupos de 5 equipos cada uno (Central II y III), donde clasifican los 2 primeros de cada grupo.

- 3 grupos de 6 equipos cada uno (Central I, Occidental I y II) donde clasifican los 2 primeros de cada grupo más el mejor tercer lugar de los 3 grupos.

### Zona Oriental

#### Grupo Oriental 1
|    | Equipo                   | JJ | JG | JE | JP | GF | GC | PTS | DG  |
| -- | ------------------------ | -- | -- | -- | -- | -- | -- | --- | --- |
| 01 | Estudiantes de Caroní FC | 10 | 7  | 0  | 3  | 23 | 09 | 21  | +14 |
| 02 | PDVSA Morichal FC        | 10 | 5  | 2  | 3  | 14 | 06 | 17  | +8  |
| 03 | Minasoro FC              | 10 | 3  | 0  | 7  | 13 | 22 | 09  | -9  |
| 04 | Libertad Socialista FC   | 10 | 2  | 1  | 7  | 06 | 30 | 07  | -24 |

|                        | ECA | LSO | MNS | PMO |
| Estudiantes del Caroní | X   | 7-0 | 2-0 | 2-1 |
| Libertad Socialista    | 0-1 | X   | 2-3 | 0-2 |
| Minasoro FC            | 3-2 | 1-2 | X   | 0-4 |
| PDVSA Morichal         | 0-1 | 0-0 | 3-1 | X   |

#### Grupo Oriental 2
|    | Equipo                 | JJ | JG | JE | JP | GF | GC | PTS | DG  |
| -- | ---------------------- | -- | -- | -- | -- | -- | -- | --- | --- |
| 01 | Fundación Cesarger FC  | 10 | 8  | 2  | 0  | 19 | 03 | 26  | +16 |
| 02 | Deportivo Anzoátegui B | 10 | 6  | 3  | 1  | 26 | 10 | 21  | +16 |
| 03 | Margarita FC           | 10 | 4  | 1  | 5  | 14 | 13 | 13  | +1  |
| 04 | Maniceros FC           | 10 | 0  | 1  | 9  | 06 | 28 | 01  | -22 |

|                        | ANZ | FCE | MAN | MRG |
| Deportivo Anzoátegui B | X   | 1-3 | 4-1 | 2-0 |
| Fundación Cesarger FC  | 0-0 | X   | 3-0 | 1-1 |
| Maniceros FC           | 1-1 | 0-1 | X   | 0-3 |
| Margarita FC           | 1-3 | 0-1 | 5-2 | X   |

#### Enfrentamientos intergrupos
Los grupos Oriental 1 y Oriental 2 realizaron a mitad de temporada enfrentamientos intergrupales para equilibrar los partidos disputados.
|                       | ANZ | FCE | MAN | MRG |
| Estudiantes de Caroní | 1-2 | X   | 3-1 | X   |
| Libertad Socialista   | X   | 0-4 | X   | 0-3 |
| Minasoro FC           | 2-3 | X   | 3-0 | X   |
| PDVSA Morichal FC     | X   | 0-1 | X   | 1-0 |

|                        | ECA | LSO | MNS | PMO |
| Deportivo Anzoátegui B | X   | 8-0 | X   | 1-1 |
| Fundación Cesarger FC  | 2-1 | X   | 3-0 | X   |
| Maniceros FC           | X   | 1-2 | X   | 0-2 |
| Margarita FC           | 0-3 | X   | 1-0 | X   |

### Zona Occidental

#### Grupo Occidental 1
|    | Equipo                 | JJ | JG | JE | JP | GF | GC | PTS | DG  |
| -- | ---------------------- | -- | -- | -- | -- | -- | -- | --- | --- |
| 01 | EF Seguridad Ciudadana | 10 | 7  | 2  | 1  | 15 | 04 | 23  | +11 |
| 02 | UA Zamora              | 10 | 6  | 2  | 2  | 20 | 10 | 20  | +10 |
| 03 | UA Alto Apure          | 10 | 5  | 2  | 3  | 21 | 10 | 17  | +11 |
| 04 | Atlético Socopó FC     | 10 | 4  | 3  | 3  | 16 | 06 | 15  | +10 |
| 05 | FA San Camilo FC       | 10 | 2  | 2  | 6  | 11 | 24 | 08  | -13 |
| 06 | UD Sabaneta            | 10 | 0  | 1  | 9  | 07 | 36 | 01  | -29 |

|                        | SOC | SCI | SCA | AAA | UAZ | UDS |
| Atlético Socopó FC     | X   | 1-1 | 6-1 | 1-0 | 0-0 | 2-0 |
| EF Seguridad Ciudadana | 1-0 | X   | 3-1 | 0-0 | 0-1 | 4-1 |
| FA San Camilo FC       | 1-0 | 0-1 | X   | 0-3 | 1-1 | 3-0 |
| UA Alto Apure          | 0-0 | 0-2 | 3-1 | X   | 2-1 | 6-0 |
| UA Zamora              | 1-0 | 0-1 | 6-3 | 4-1 | X   | 3-1 |
| UD Sabaneta            | 2-6 | 0-2 | 1-1 | 1-6 | 1-3 | X   |

#### Grupo Occidental 2
|    | Equipo                     | JJ | JG | JE | JP | GF | GC | PTS | DG  |
| -- | -------------------------- | -- | -- | -- | -- | -- | -- | --- | --- |
| 01 | Unión Atlético Falcón      | 10 | 5  | 4  | 1  | 18 | 06 | 19  | +12 |
| 02 | Internacional de Maracaibo | 10 | 5  | 3  | 2  | 20 | 11 | 18  | +9  |
| 03 | Unión Deportivo Guajira    | 10 | 3  | 5  | 2  | 24 | 13 | 14  | +11 |
| 04 | Alianza Zuliana FC         | 10 | 4  | 2  | 4  | 20 | 20 | 14  | 0   |
| 05 | Unión Atlético Monay       | 10 | 3  | 2  | 5  | 16 | 31 | 11  | -15 |
| 06 | Casa D'Italia FC           | 10 | 0  | 4  | 6  | 08 | 25 | 04  | -17 |

|                               | AZU | CDI | INM | UAF | MNY | UDG |
| Alianza Zuliana FC            | X   | 2-1 | 1-2 | 1-1 | 7-3 | 2-2 |
| Casa D'Italia FC              | 1-3 | X   | 1-1 | 2-2 | 0-3 | 2-2 |
| Internacional de Maracaibo FC | 4-1 | 5-0 | X   | 0-1 | 0-3 | 1-1 |
| UA Falcón                     | 3-1 | 3-0 | 0-1 | X   | 4-0 | 1-1 |
| UA Monay                      | 3-0 | 0-0 | 3-3 | 0-3 | X   | 0-5 |
| UD Guajira                    | 0-2 | 4-1 | 0-3 | 0-0 | 9-1 | X   |

### Zona Central

#### Grupo Central 1
|    | Equipo                | JJ | JG | JE | JP | GF | GC | PTS | DG  |
| -- | --------------------- | -- | -- | -- | -- | -- | -- | --- | --- |
| 01 | Lanceros de Zamora FC | 10 | 6  | 2  | 2  | 15 | 04 | 20  | +11 |
| 02 | Pellicano FC          | 10 | 5  | 2  | 3  | 22 | 08 | 17  | +14 |
| 03 | Valencia SC           | 10 | 4  | 4  | 2  | 16 | 14 | 16  | +2  |
| 04 | Deportivo Peñarol FC  | 10 | 4  | 3  | 3  | 19 | 09 | 15  | +10 |
| 05 | Atlético Sucre CF     | 10 | 3  | 3  | 4  | 12 | 16 | 12  | -4  |
| 06 | La Victoria FC        | 10 | 0  | 2  | 8  | 06 | 39 | 02  | -33 |

|                       | ASU | PEÑ | LAN | LVI | PEL | VAL |
| Atlético Sucre CF     | X   | 0-4 | 2-0 | 3-1 | 2-4 | 1-1 |
| Deportivo Peñarol FC  | 1-2 | X   | 2-0 | 3-1 | 0-0 | 2-3 |
| Lanceros de Zamora FC | 2-0 | 1-0 | X   | 0-0 | 2-0 | 0-0 |
| La Victoria FC        | 0-0 | 1-6 | 0-7 | X   | 0-4 | 1-2 |
| Pellicano FC          | 1-0 | 0-0 | 0-2 | 9-0 | X   | 1-2 |
| Valencia SC           | 2-2 | 1-1 | 0-1 | 5-2 | 0-3 | X   |

#### Grupo Central 2
|    | Equipo                    | JJ | JG | JE | JP | GF | GC | PTS | DG  |
| -- | ------------------------- | -- | -- | -- | -- | -- | -- | --- | --- |
| 01 | CS Italo Valencia         | 8  | 5  | 3  | 0  | 12 | 06 | 18  | +6  |
| 02 | Atlético Chivacoa         | 8  | 5  | 2  | 1  | 17 | 07 | 17  | +10 |
| 03 | Unión Lara SC             | 8  | 3  | 2  | 3  | 11 | 07 | 11  | +4  |
| 04 | 40 FC                     | 8  | 2  | 2  | 4  | 07 | 14 | 08  | -7  |
| 05 | Casa Portuguesa de Aragua | 8  | 0  | 1  | 7  | 07 | 20 | 01  | -13 |

|                   | 40F | CHI | CPO | CIV | LAR |
| 40 FC             | X   | 1-3 | 1-1 | 1-1 | 2-1 |
| Atlético Chivacoa | 3-1 | X   | 4-1 | 0-1 | 2-1 |
| Casa Portuguesa   | 0-1 | 1-4 | X   | 3-4 | 1-2 |
| CS Italo Valencia | 1-0 | 1-1 | 2-0 | X   | 1-0 |
| Unión Lara FC     | 4-0 | 0-0 | 2-0 | 1-1 | X   |

#### Grupo Central 3
|    | Equipo              | JJ | JG | JE | JP | GF | GC | PTS | DG  |
| -- | ------------------- | -- | -- | -- | -- | -- | -- | --- | --- |
| 01 | CF Bejuma           | 8  | 5  | 1  | 2  | 15 | 09 | 16  | +6  |
| 02 | Ortiz FC            | 8  | 4  | 3  | 1  | 23 | 12 | 15  | +11 |
| 03 | La Trinidad FC      | 8  | 4  | 3  | 1  | 17 | 12 | 15  | +5  |
| 04 | Academia Los Teques | 8  | 2  | 1  | 5  | 14 | 22 | 07  | -8  |
| 05 | CALH                | 8  | 0  | 2  | 6  | 06 | 20 | 02  | -14 |

|                     | TEQ | BEJ | LHE | TRI | ORT |
| Academia Los Teques | X   | 1-4 | 2-2 | 2-3 | 2-1 |
| CF Bejuma           | 3-1 | X   | 3-0 | 2-1 | 0-2 |
| CALH                | 0-2 | 0-1 | X   | 2-3 | 1-1 |
| La Trinidad FC      | 4-2 | 0-0 | 2-0 | X   | 3-3 |
| Ortiz FC            | 5-2 | 4-2 | 6-1 | 1-1 | X   |

Nota: Los resultados indicados en las tablas ubicada a la derecha están bajo el siguiente código de colores: azul corresponden a victoria del equipo local, naranja a victoria visitante, amarillo a empate, y verde a triunfo por incomparecencia.

### Goleadores
Datos cortesía de Balonazos.com
Con 11
- Denny Herrera (Atlético Chivacoa)

Con 9
- Bryan Ojeda (Alianza Zuliana)
- Gilson Salazar (Deportivo Anzoátegui B)

Con 8
- Jeison Pirela (U.D Goajira)
- Henry Alcalá (Bejuma FC)

Con 7
- Anthony Carrara (La Trinidad FC)
- Juan Vásquez (Ortiz FC)

Con 6
- Carlos Navarro (Alianza Zuliana)
- Erick Boscán (Internacional Maracaibo)
- Jhon Noboa (U.A. Zamora)
- Arnaldo Granada (Union Lara)
- Ferney Ascanio (Union Alto Apure)

Con 5
- Ricardo Rodallega (Academia Los Teques)
- Jaime Moreno (Deportivo Anzoátegui B)
- Alexis Valero (Estudiantes del Caroní)
- Terry Vicent (PDVSA Morichal)
- Idwar Hernández (U.D. Goajira)
- Enderson Ramos (Pellicanos FC)

Con 4
- Neyker Pérez (Academia Los Teques)
- Carlos Varela (Atlético Socopó)
- Ramón Ruiz (Lanceros de Zamora)
- Juan Andrade (Margarita FC)
- Isidro Rico (Deportivo Peñarol)
- Luis Tabarez (Deportivo Peñarol)
- Juan Montezuma (Union Alto Apure)
- Lisandro Retaco (Ortiz FC)
- Maikel Bolaños (U.A. Falcón)
- Yorman Rodríguez (Fundación Cesarger)
- Yorland González (U.A. Zamora)

Con 3
Diecisiete jugadores

## Torneo Clausura
El Torneo Clausura se jugó a partir de marzo de 2013, con los equipos que no pudieron clasificar al Torneo de Promoción y Permanencia. Su objetivo fue definir el resto de equipos participantes para la siguiente temporada.

### Equipos participantes
Varios equipos participantes del Torneo Clasificatorio 2012 decidieron dimitir de su participación en el Torneo Clausura debido fundamentalmente a circunstancias económicas. En su lugar varios equipos fueron invitados a participar, con previo cumplimiento de requisitos exigidos por la FVF.
| Provenientes de los Torneos Estadales |
| ------------------------------------- |
| Somos Escuque Fútbol Club             |
| Deportivo JBL del Zullia              |
| Atlético La Fría Fútbol Club          |
| Atlético Turén                        |
| Unión Deportivo Lara                  |
| Potros de Barinas Futbol Club         |
| Deportivo Colonia Fútbol Club         |
| Organización Deportiva Cachimbos      |
| Centro Hispano de Aragua FC           |
| Victorianos Fútbol Club               |
| Diamantes de Guayana Fútbol Club      |

| Equipos a los Torneos Estadales      |
| ------------------------------------ |
| PDVSA Morichal Fútbol Club           |
| Maniceros Fútbol Club                |
| Unión Deportivo Sabaneta             |
| Unión Deportivo Guajira              |
| Unión Atlético Monay                 |
| Alianza Zuliana Fútbol Club          |
| La Victoria Fútbol Club              |
| 40 Fútbol Club                       |
| Academia de Fútbol Junior Los Teques |
| Casa Portuguesa de Aragua            |

### Grupo Oriental
|    | Equipo                 | JJ | JG | JE | JP | GF | GC | PTS | DG  |
| -- | ---------------------- | -- | -- | -- | -- | -- | -- | --- | --- |
| 01 | Diamantes de Guayana   | 12 | 8  | 2  | 2  | 24 | 11 | 26  | +13 |
| 02 | Minasoro FC            | 12 | 4  | 5  | 3  | 12 | 12 | 17  | 0   |
| 03 | Libertad Socialista FC | 12 | 3  | 5  | 4  | 12 | 17 | 14  | -5  |
| 04 | Margarita FC           | 12 | 2  | 3  | 7  | 12 | 20 | 09  | -8  |

#### Resultados Grupo Oriental
| Primera vuelta          | DIA | LSO | MRG | MNS |
| Diamantes de Guayana FC | X   | 6-1 | 2-1 | 0-0 |
| Libertad Socialista FC  | 1-3 | X   | 1-1 | 1-1 |
| Margarita FC            | 1-2 | 0-2 | X   | 3-0 |
| Minasoro FC             | 0-2 | 2-2 | 2-3 | X   |

| Segunda vuelta       | DIA | LSO | MRG | MNS |
| Diamantes de Guayana | X   | 0-2 | 2-1 | 1-1 |
| Libertad Socialista  | 0-1 | X   | 1-1 | 0-2 |
| Margarita FC         | 1-4 | 0-1 | X   | 0-1 |
| Minasoro FC          | 1-0 | 0-0 | 2-0 | X   |

### Grupo Central I
|    | Equipo                        | JJ | JG | JE | JP | GF | GC | PTS | DG  |
| -- | ----------------------------- | -- | -- | -- | -- | -- | -- | --- | --- |
| 01 | La Trinidad FC                | 10 | 6  | 3  | 1  | 18 | 10 | 21  | +8  |
| 02 | Club Atlético López Hernández | 10 | 4  | 3  | 3  | 16 | 18 | 15  | -2  |
| 03 | Deportivo Colonia FC          | 10 | 4  | 2  | 4  | 16 | 13 | 14  | +3  |
| 04 | OD Los Cachimbos              | 10 | 0  | 3  | 7  | 12 | 24 | 03  | -12 |

### Grupo Central II
|    | Equipo            | JJ | JG | JE | JP | GF | GC | PTS | DG |
| -- | ----------------- | -- | -- | -- | -- | -- | -- | --- | -- |
| 01 | Victorianos FC    | 10 | 5  | 2  | 3  | 19 | 13 | 17  | +6 |
| 02 | Deportivo Peñarol | 10 | 4  | 4  | 2  | 18 | 14 | 16  | +4 |
| 03 | Centro Hispano FC | 10 | 3  | 2  | 5  | 13 | 17 | 11  | -4 |
| 04 | Atlético Sucre CF | 10 | 3  | 1  | 6  | 16 | 19 | 10  | -3 |

### Grupo Centro-Occidental
|    | Equipo             | JJ | JG | JE | JP | GF | GC | PTS | DG |
| -- | ------------------ | -- | -- | -- | -- | -- | -- | --- | -- |
| 01 | Atlético Turén     | 9  | 5  | 3  | 1  | 17 | 10 | 18  | +7 |
| 02 | Atlético Socopó FC | 10 | 5  | 2  | 3  | 16 | 10 | 17  | +6 |
| 03 | Valencia SC        | 10 | 4  | 3  | 3  | 15 | 17 | 15  | -2 |
| 04 | UD Lara            | 10 | 3  | 5  | 2  | 6  | 5  | 14  | +1 |
| 05 | Potros de Barinas  | 9  | 1  | 4  | 4  | 11 | 18 | 07  | -7 |
| 06 | Unión Lara SC      | 10 | 1  | 3  | 6  | 10 | 17 | 06  | -7 |

|                   | SOC | TUR | LSC | POT | UDL | VLN |
| Atlético Socopó   | X   | 1-2 | 0-0 | 0-1 | 2-1 | 4-1 |
| Atlético Turén    | 1-3 | X   | 2-1 | 5-0 | 1-1 | 3-0 |
| Unión Lara SC     | 0-2 | 1-2 | X   | 4-3 | 0-0 | 1-3 |
| Potros de Barinas | 1-1 | SUS | 2-2 | X   | 0-0 | 1-1 |
| UD Lara           | 0-1 | 0-0 | 1-0 | 1-0 | X   | 1-0 |
| Valencia SC       | 3-2 | 0-0 | 2-1 | 4-3 | 1-1 | X   |

### Grupo Occidental
|    | Equipo                  | JJ | JG | JE | JP | GF | GC | PTS | DG  |
| -- | ----------------------- | -- | -- | -- | -- | -- | -- | --- | --- |
| 01 | Atlético La Fría        | 10 | 7  | 3  | 0  | 19 | 8  | 24  | +11 |
| 02 | Deportivo JBL del Zulia | 10 | 5  | 4  | 1  | 24 | 11 | 19  | +13 |
| 03 | Deportivo El Vigía      | 10 | 4  | 1  | 5  | 13 | 17 | 13  | -3  |
| 04 | Somos Escuque FC        | 10 | 3  | 3  | 4  | 12 | 11 | 12  | +1  |
| 05 | FA San Camilo FC        | 9  | 1  | 3  | 5  | 11 | 21 | 06  | -10 |
| 06 | Casa D'Italia FC        | 9  | 1  | 2  | 6  | 5  | 16 | 05  | -11 |